# Gates Foundation
Die Gates Foundation (bis Januar 2025 Bill & Melinda Gates Foundation, deutsch Bill-und-Melinda-Gates-Stiftung) ist eine von Microsoft-Mitbegründer Bill Gates und seiner Ex-Frau Melinda Gates gegründete, wohltätige Stiftung. Sie ist mit Einlagen von knapp 46,8 Milliarden US-Dollar die größte private Stiftung der Welt vor dem britischen Wellcome Trust und der Open Society Foundations von George Soros. Ihre Ziele sind insbesondere die weltweite Verbesserung der Gesundheitsversorgung und Bekämpfung von extremer Armut sowie die Ermöglichung des Zugangs zu Bildung und Informationstechnologie. Schwerpunkt ihrer Tätigkeit ist die Bekämpfung der Malaria sowie der Poliomyelitis (Kinderlähmung).
Bill Gates hatte 1994 erstmals eine Stiftung mit dem Namen William H. Gates Foundation ins Leben gerufen, die zunächst von seinem Vater geführt wurde. Im Jahr 1999 wurde sie in Bill & Melinda Gates Foundation umbenannt. Im Rahmen der The Giving Pledge spendete Bill Gates ein Drittel seines Vermögens (knapp 28 Mrd. US-Dollar) sowie Warren Buffett 31 Mrd. US-Dollar (in Form von 10 Mio. Berkshire-Hathaway-Class-B-Aktien) an die Stiftung. Inzwischen (Stand: 2018) hat Gates über 36 Mrd. US-Dollar gespendet sowie angekündigt, bis zum Lebensende 95 Prozent seines Vermögens an sie abzugeben.
Die Stiftung hat ihren Sitz in Seattle und beschäftigt etwa 1.489 Mitarbeiter. Seit ihrer Gründung wurden bis 2017 insgesamt 36,7 Mrd. US-Dollar an Spenden und Fördergeldern ausgezahlt. Sie flossen in tausende Projekte und Organisationen in mehr als 100 Länder weltweit.
Melinda French Gates entschied sich im Jahr 2021, Geld nicht mehr nur über die Stiftung zu vergeben, sondern auch an andere Wohltätigkeitsorganisationen. Am 7. Juni 2024 beendet sie ihre Tätigkeit als Co-Vorsitzende der Stiftung. Im Januar 2025 wurde die Stiftung in Gates Foundation umbenannt.

## Ziele und Projekte

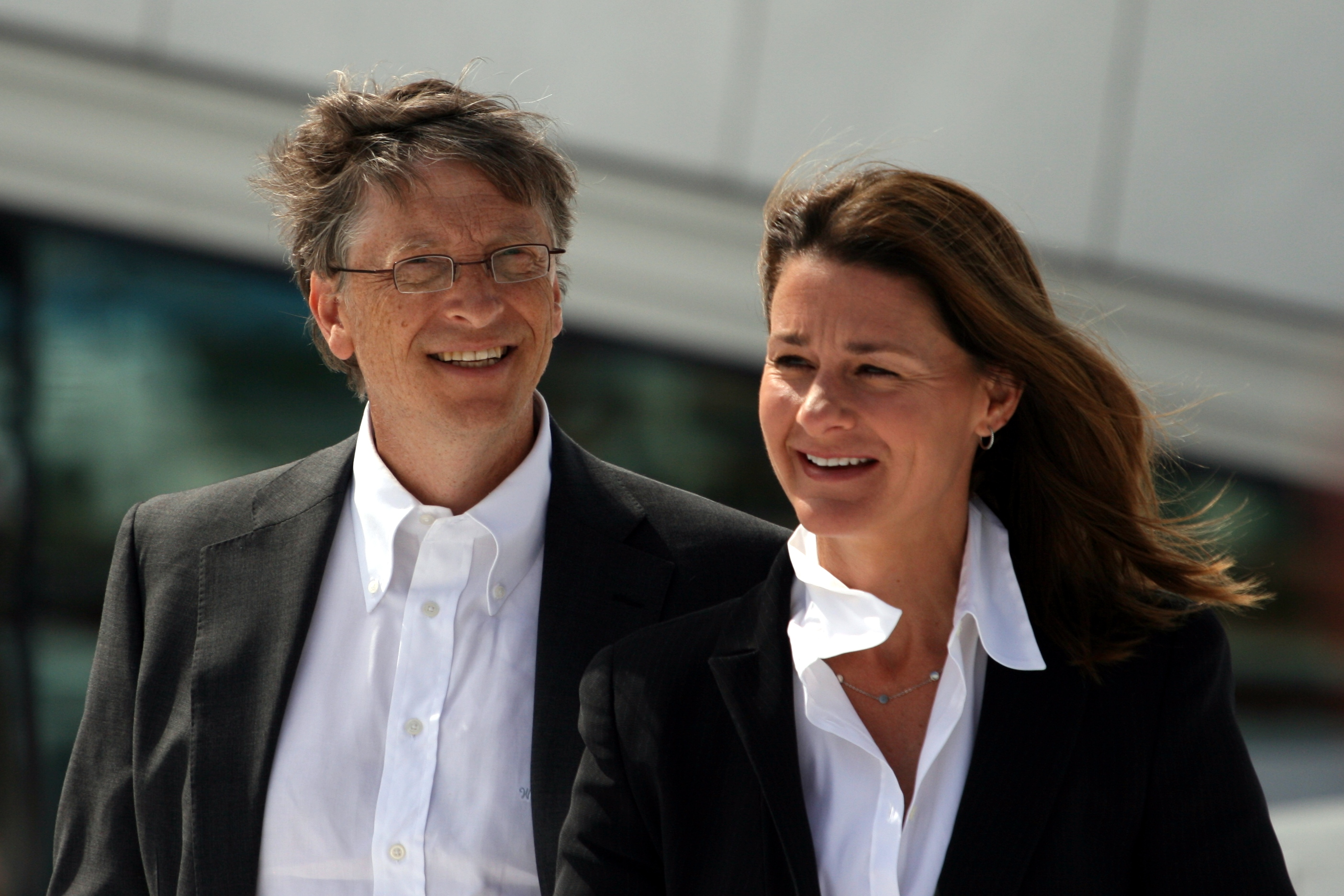
Bill und Melinda Gates (2009)

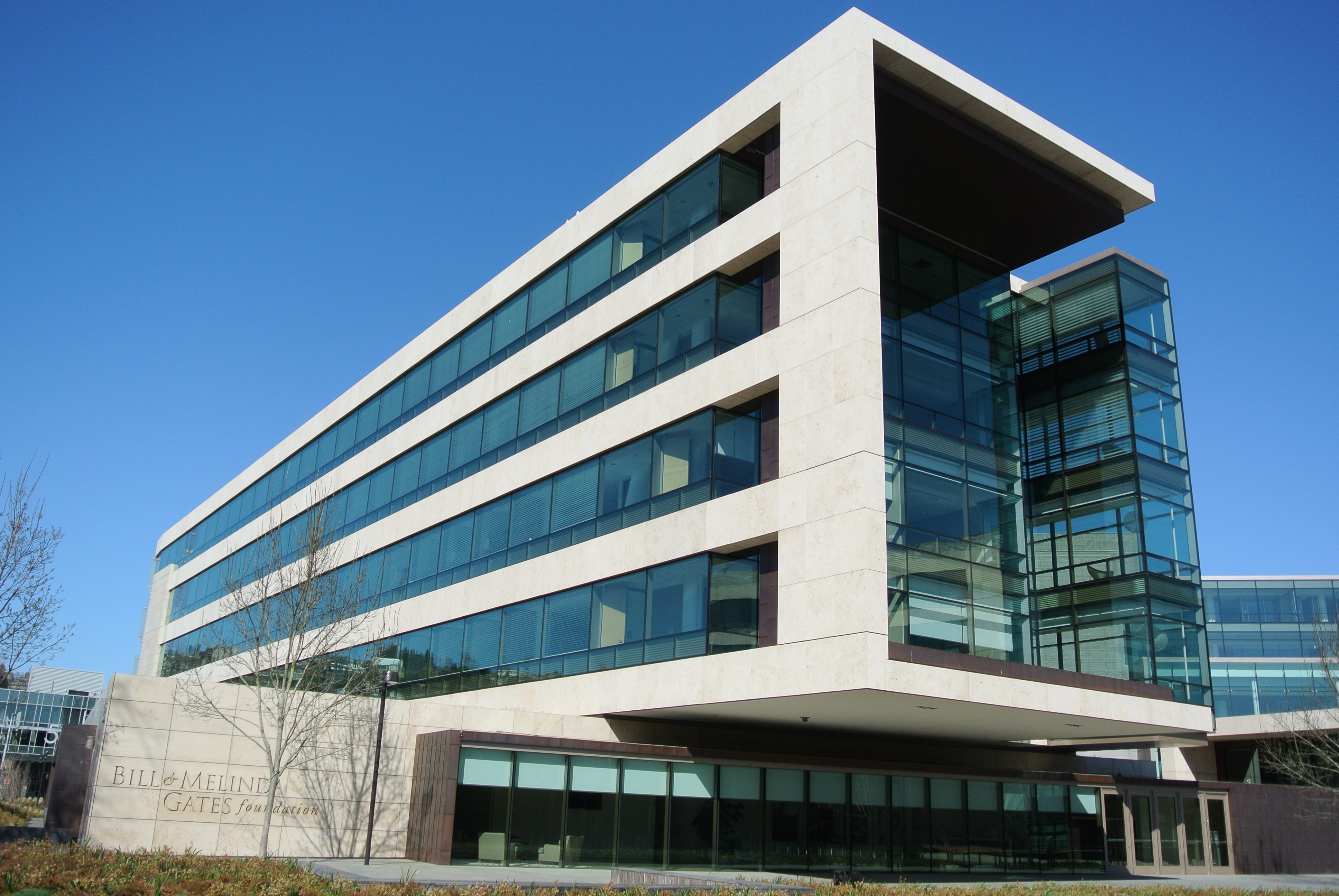
Westlicher Flügel des Hauptsitzes

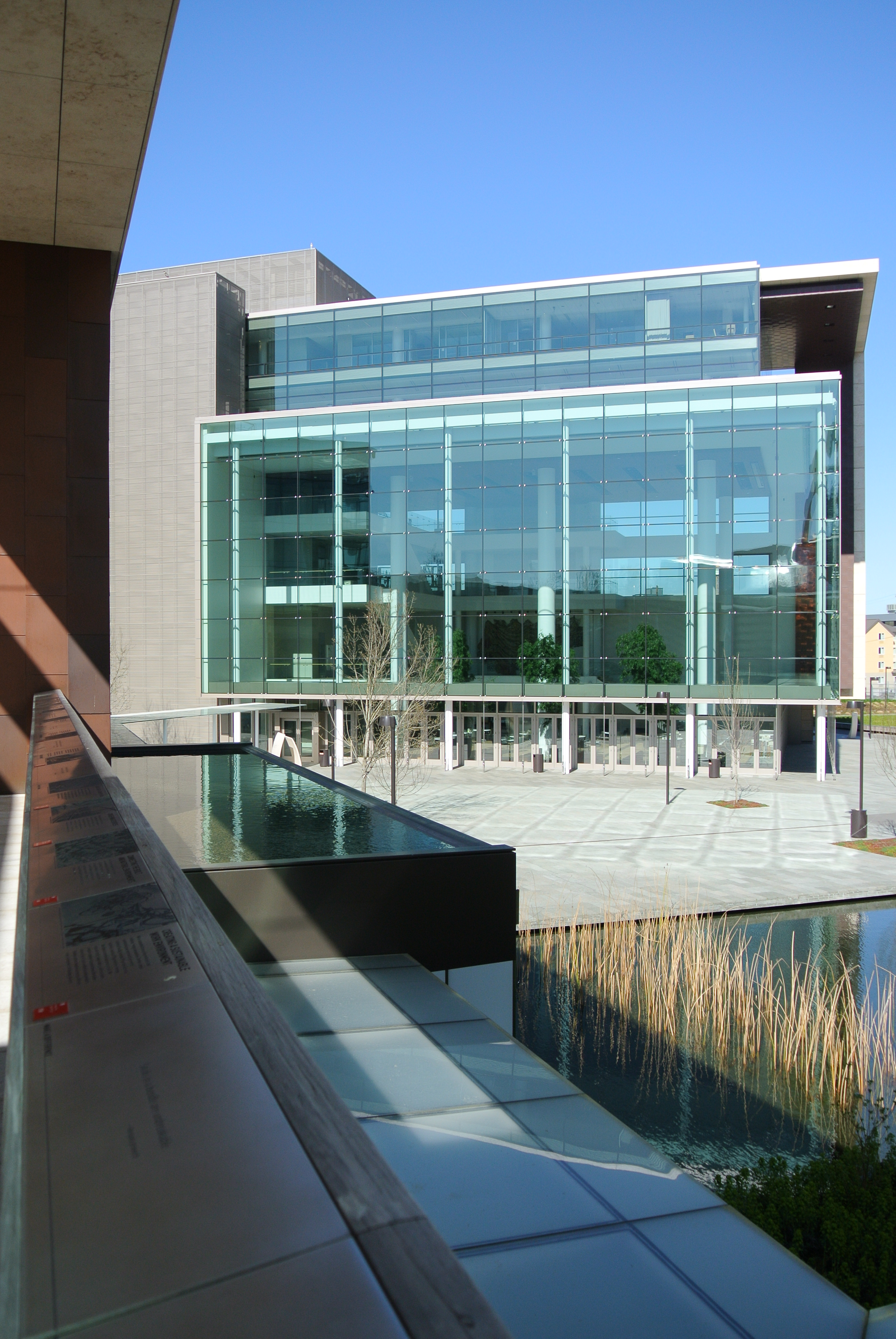
Östlicher Flügel des Hauptsitzes

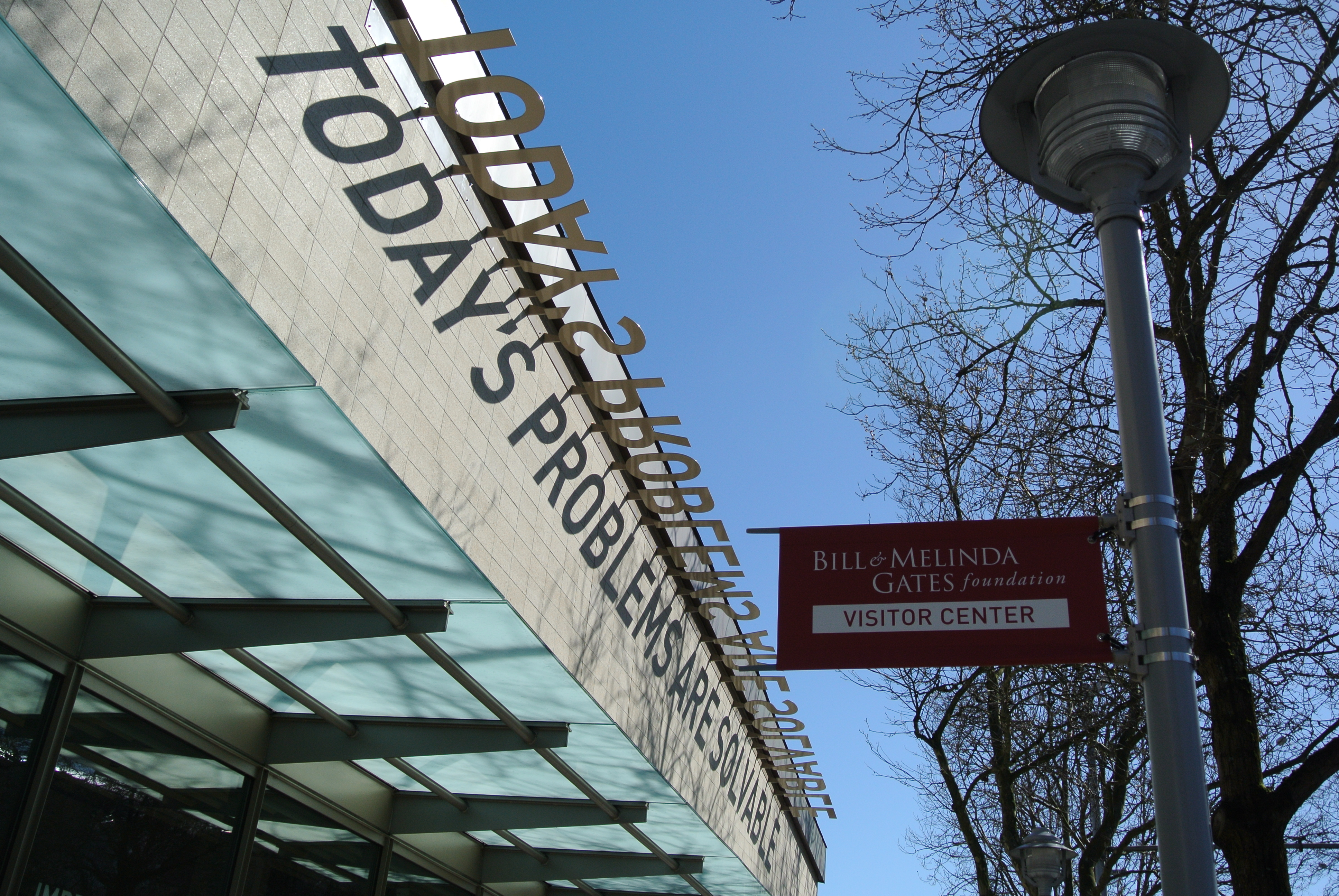
Fassade des Besucherzentrums

Die Stiftung ist in drei Bereiche gegliedert: Globale Entwicklung, globale Gesundheit und Bildungsprojekte in den USA.
Neben der seit 2010 bestehenden europäischen Niederlassung in London unterhält die Stiftung seit 2018 ein Büro in Berlin. Geschäftsführer der Gates Foundation in Deutschland ist Tobias Kahler.

### Globale Entwicklung
Die Stiftung engagiert sich unter anderem in der landwirtschaftlichen Entwicklungshilfe. Bis Juni 2011 wurden dafür über 1,8 Milliarden US-Dollar bereitgestellt. Beiträge werden in den Bereichen Forschung und Entwicklung, Agrarpolitik und Marktzugang geleistet. Das mit Abstand größte geförderte Projekt ist die Alliance for a Green Revolution in Africa, die im Jahr 2006 mit Geldern der Rockefeller-Stiftung ins Leben gerufen wurde. Weitere größere Beträge flossen in das Harvest-Plus-Programm zur Entwicklung nährstoffangereicherter Pflanzen sowie Projekte zur Entwicklung trockentoleranter Mais- und rostresistenter Weizensorten. Hinzu kommt die Förderung von national repräsentativen Längsschnittstudien, die Unterstützung afrikanischer Frauen in Agrarwissenschaften und Unterstützung der Reforminitiativen mehrerer afrikanischer Länder. Weitere zweistellige Millionenbeträge sind in die Unterstützung von Kaffee- und Milchproduzenten und den Marktzugang von Kleinbauern in Afrika geflossen. Die Stiftung ist Mitglied und Geldgeber („Funding Member“) der Better Than Cash Alliance, die die Einführung bargeldloser Bezahlsysteme vorantreibt. Das soll die Lebensverhältnisse vor allem in ärmeren Ländern verbessern.

### Globale Gesundheit
Die Stiftung unterstützt die Behandlung und Bekämpfung von Krankheiten in der ganzen Welt. Dazu gehören Projekte zur Versorgung von AIDS-Kranken in Botswana und die Bereitstellung von Geld für Impfprogramme von Kindern in Indien und Afrika. Weiterhin engagiert sie sich in der Forschung nach Impfstoffen gegen AIDS, Tuberkulose und Malaria sowie der Bereitstellung von Impfstoffen gegen Kinderlähmung, Diphtherie, Keuchhusten, Masern und Gelbfieber. Gates spendete 2005 für die Bekämpfung von Malaria zusätzliche 258,3 Mio. US-Dollar und 2009 für das Rotary-Programm zur weltweiten Ausrottung der Poliomyelitis 255 Mio. US-Dollar. Die Globale Allianz für Impfstoffe und Immunisierung (GAVI) wird zu 17 % (1,5 Mrd. US-Dollar) von der Bill & Melinda Gates Foundation finanziert, die, im Gegensatz zu den UN-Organisationen (WHO), dort auch einen ständigen Sitz im Aufsichtsrat hat. Am 29. Januar 2010 gaben Bill und Melinda Gates bekannt, dass sie in den nächsten 10 Jahren insgesamt 10 Milliarden US-Dollar für Impfstoffe spenden wollen. Im Kampf gegen die weltweite COVID-19-Pandemie stellte die Stiftung 225 Mio. US-Dollar bereit, um die Erforschung und Produktion eines Impfstoffes gegen das neuartige Coronavirus voranzutreiben. Die Stiftung profitiert wiederum von den Aktien der unterstützten Unternehmen, beispielsweise Biontech.

### Bildungsprojekte in den USA
Die Stiftung hat zum Ziel, in den USA die Zahl der Schülerinnen und Schüler aus afroamerikanischen und lateinamerikanischen Familien sowie aus armen Elternhäusern, die einen Schulabschluss schaffen, deutlich zu steigern. Dazu unterstützt die Stiftung unter anderem die Zusammenarbeit von Schulen („Networks for School Improvements“), die Fortbildung von Lehrkräften und Schulleitern („Educator Preparation“) sowie Charter Schools, an denen Schüler mit besonderem Förderbedarf unterrichtet werden. Rund 20.000 US-Schülerinnen und Schüler erhalten derzeit ein Stipendium der Stiftung. Im Mai 2020 gab der US-Bundesstaat New York bekannt, dass er gemeinsam mit der Gates-Stiftung einen Plan zur Weiterentwicklung des New Yorker Bildungswesens ausarbeiten wird. Dabei sollen Digitalisierung und Fernunterricht eine besondere Rolle spielen.

### Zukunft der Stiftung
Im Mai 2025 kündigte Bill Gates an, dass die Stiftung Ende 2045 aufgelöst werden soll. Dies bedeutet eine deutliche Steigerung der Auszahlungsrate pro Jahr. Während in den ersten 25 Jahren seit Gründung der Stiftung rund 100 Milliarden Dollar ausgegeben wurden, müssen dann in den verbleibenden 20 Jahren 200 Milliarden Dollar ausgegeben werden.

## Zustiftung von Warren Buffett
Am 25. Juni 2006 kündigte Warren Buffett eine Zustiftung von Berkshire Hathaway B Aktien an, die zu diesem Zeitpunkt 32,5 Milliarden US-Dollar wert waren. In einem Interview mit dem US-Business-Magazin Fortune hatte der zeitweise reichste Mann der Welt angekündigt, 85 Prozent seiner Aktien an diverse Stiftungen zu verschenken. Etwa fünf Sechstel davon sollten der Bill & Melinda Gates Foundation zugutekommen, der Anteile über mehrere Jahre überschrieben werden. Buffetts Gesamtvermögen wurde zu diesem Zeitpunkt auf rund 45 Mrd. US-Dollar geschätzt (Forbes the World’s Richest People 2006). Die erste Zahlung im Wert von 1,6 Mrd. US-Dollar erfolgte im Juni 2006, die zweite im Wert von 1,76 Mrd. US-Dollar im Juli 2007, die dritte im Wert von 1,8 Mrd. US-Dollar im Juli 2008, die vierte im Wert von 1,25 Mrd. US-Dollar im Juli 2009 und eine weitere im Wert von 2,86 Mrd. US-Dollar im Juli 2016.

## Kritik
Im Januar 2007 veröffentlichten Journalisten der Los Angeles Times einen Bericht, in dem sie der Stiftung vorwarfen, nicht ausreichend zu prüfen, ob die von ihr geförderten Unternehmen umweltverschmutzend agieren oder etwa Medikamente zu teuer verkaufen („blind-eye investing“).
Eine andere Kritik bezieht sich auf die enge Verknüpfung der Stiftung mit dem Agrochemiekonzern Monsanto, der seinerseits in der Kritik steht, die angestammte Landwirtschaft in Afrika zu bedrohen und vor allem über die Patentierung von Saatgut in wirtschaftlicher Abhängigkeit zu halten.
Die von der Gates-Stiftung in Höhe von rund einer Milliarde US-Dollar geförderte Allianz für eine Grüne Revolution in Afrika (Alliance for a Green Revolution in Africa, AGRA) könne laut einem Bericht des sozialistischen Magazins Jacobin kaum Erfolge vorweisen: Die Resultate von AGRA seien schädlich für kleinbäuerliche Erzeuger, die Hirseproduktion sei seit Beginn der Initiative um 21 Prozent zurückgegangen. Bei den Wurzel- und Knollengewächsen sei ein Ertragsrückgang von 7 Prozent verzeichnet worden. Insgesamt nehme durch AGRA die Vielfalt auf dem Acker und damit auch die Saatgutvielfalt ab. Dies mache die Landwirtschaft noch verwundbarer für die Folgen der Klimakrise. In einer Arte-Dokumentation werden gentechnologische Projekte von AGRA in Afrika kritisiert. Weiters kritisierte Svenja Schulze ein von der Gates-Stiftung und Bundesregierung gefördertes Agrarprojekt in Afrika wegen des Einsatzes von Pestiziden, welche in der EU verboten seien.
Der Arzt David McCoy kritisierte 2014 die Konzentration der Stiftung auf wenige ausgewählte Technologien und Krankheiten. 2016 kritisierte die britische NGO Global Justice Now, dass die Stiftung intransparent und bürokratisch sei; außerdem soll sie eine „neoliberale Wirtschaftspolitik und eine konzernfreundliche Globalisierung“ fördern.
Der Journalist Greg Palast wirft der Stiftung vor, das TRIPS-Abkommen zu unterstützen, welches ihm zufolge Medikamente in Entwicklungsländern verteuern und die Herstellung von Generika erschweren könnte. Christoph Blenn, Director of External Relations beim Globalen Fonds zur Bekämpfung von AIDS, Tuberkulose und Malaria verteidigt die Gates-Stiftung diesbezüglich jedoch.
Der Stiftung wird vorgeworfen, dass sie gezielt Maßnahmen von Firmen propagiere und unterstütze, deren Aktien sie hält. Beispielsweise speist sich das Budget der Weltgesundheitsorganisation mittlerweile unter anderem auch aus Spenden dieser Stiftung, so dass diese auf die Politik der WHO Einfluss ausüben könnte. So wurde die WHO 2018 nur noch zu einem Fünftel durch Beiträge der Mitgliedsländer finanziert, die weiteren Mittel stammen aus Spenden. Die Gates-Stiftung ist mit fast 210 Millionen Euro der größte WHO-Spender. Sie legt fest, für welche Programme ihre Spenden verwendet werden sollen. Nach Angaben des WDR machen die Zuwendungen der Stiftung fast 11 % des gesamten Etats der WHO aus.
Die US-Bildungsjournalistin Valerie Strauss kritisiert, dass die Stiftung Milliarden Dollar für Bildungsprojekte ausgegeben habe, die auch nach eigenem Eingeständnis nicht so funktionierten wie erhofft. Als Beispiel nannte Strauss ein Projekt zur Entwicklung von Kennziffern, mit denen sich die Leistung von Lehrkräften messen lässt. Die Stiftung förderte zudem eine Datenbank, die Millionen von Schülerdaten speichern sollte – und die aus Datenschutzgründen gestoppt wurde. Auf Kritik stieß auch das angekündigte Projekt, im Staat New York Fernunterricht Digitalisierung auszubauen. „Fernunterricht, in welcher Form auch immer, wird nie die wichtige persönliche Verbindung zwischen Lehrern und ihren Schülern im Klassenraum ersetzen“, erklärte die New Yorker Bildungsgewerkschaft NYSUT.
Es wird weiters kritisiert, dass das Engagement der Bill and Melinda Gates Foundation – als größte Privatstiftung der Welt – dazu führen könne, dass sich Regierungen von ihren staatliche Aufgaben (Daseinsvorsorge) zurückzogen und somit Kontrolle abgaben.

### Divestment-Forderungen
Im Energie- und Industriebereich investierte die Stiftung nach Angaben der deutschen Publizistin Kathrin Hartmann aus dem Jahr 2015„in Konzerne der Öl-, Kohle-, Chemie- und Bergbauindustrie (...) Das sind Unternehmen, denen nicht nur Umweltzerstörung, sondern auch Menschenrechtsverletzungen vorgeworfen werden.“ Hartmann nannte speziell die Unternehmen BP, ExxonMobil, Eni, Shell, Glencore, Rio Tinto, Dow Chemical, Coca-Cola und Monsanto. Die Stiftung selbst macht keine Angaben zu den Unternehmen, deren Aktien sie hält. Zu Beginn des Jahres 2015 waren 1,4 Mrd. US-Dollar in Unternehmen der fossilen Energieerzeugung investiert.
Im März 2015 starteten die britische Zeitung The Guardian und die Klimaschutzinitiative 350.org die Kampagne Keep it in the ground. In der zentralen Forderung der ersten Kampagnenphase wurden der Wellcome Trust und die Bill-und-Melinda-Gates-Stiftung aufgerufen, ihre Anteile an Unternehmen der fossilen Energieerzeugung im Sinne des Divestment abzustoßen. Im Laufe des Jahres 2015 verkaufte die Stiftung daraufhin ihre Anteile an ExxonMobil in Höhe von 824 Mio US-Dollar, im Herbst 2015 folgte ihr Anteil an BP in Höhe von 187 Mio. US-Dollar.